# Paul Egli
Paul Egli foi um ciclista suíço, nascido a 18 de agosto de 1911 em Dürnten e falecido a 23 de janeiro de 1997 em Dürnten.
Foi campeão do mundo amador em estrada em 1933. Passou a profissional em agosto de 1933 e retirou-se em 1947. Foi duas vezes Campeão da Suíça em estrada em 1936 e em 1936 e também foi campeão da Suíça militar em 1940.
Paul Egli participou em três Tour de France: abandonou em 1936, classificou-se 29.º em 1937 e 31.º em 1938. Ganhou também a primeira etapa, de Paris a Lille, em 1936.

## Palmarés
| - 1934 - Campeonato de Zurique - 1 etapa da Volta à Suíça - 1935 - Campeão da Suíça em estrada - Campeonato de Zurique - 1 etapa da Volta ao País Basco - 1936 - Campeão da Suíça em estrada - 1 etapa da Volta à Suíça - 1 etapa do Tour de France | - 1937 - 1 etapa da Volta à Suíça - 3.º no Campeonato do Mundo em Estrada - 1938 - 2.º no Campeonato do Mundo em Estrada - 1941 - Tour de Berna - 2.º no Campeonato da Suíça em estrada - 1942 - Campeonato de Zurique |

## Resultados nas Grandes Voltas e Campeonatos do Mundo
| Corrida            | Corrida            | 1934 | 1935 | 1936 | 1937 | 1938 | 1939 | 1940 | 1941 | 1942 | 1943 | 1944 | 1945 | 1946 | 1947 |
| ------------------ | ------------------ | ---- | ---- | ---- | ---- | ---- | ---- | ---- | ---- | ---- | ---- | ---- | ---- | ---- | ---- |
|                    | Giro d'Italia      | —    | —    | —    | —    | —    | —    | —    | X    | X    | X    | X    | X    | —    | —    |
|                    | Tour de France     | —    | —    | Ab.  | 29.º | 31.º | —    | X    | X    | X    | X    | X    | X    | X    | —    |
|                    | Volta a Espanha    | X    | —    | —    | X    | X    | X    | X    | —    | —    | X    | X    | —    | —    | —    |
| Mundial em Estrada | Mundial em Estrada | 6.º  | Ab.  | 4.º  | 3.º  | 2.º  | X    | X    | X    | X    | X    | X    | X    | —    | —    |

—: não participa 

Ab.: abandono 

## Equipas
- 1935 : Oscar Egg
- 1937 : Colin-Oscar Egg
- 1939 : Alcyon-Dunlop